# Serjania perulacea
Serjania perulacea är en kinesträdsväxtart som beskrevs av Ludwig Radlkofer. Serjania perulacea ingår i släktet Serjania och familjen kinesträdsväxter. Inga underarter finns listade i Catalogue of Life.